# Sibrac de Castilhon
Sivrac de Dordonha (en francès Civrac-sur-Dordogne) és un municipi francès situat al departament de la Gironda i a la regió de la Nova Aquitània.

## Demografia
| 1962                                       | 1968 | 1975 | 1982 | 1990 | 1999 | 2007 |
| ------------------------------------------ | ---- | ---- | ---- | ---- | ---- | ---- |
| 147                                        | 182  | 189  | 191  | 206  | 225  | 240  |
| Des de 1962: població sense dobles comptes |      |      |      |      |      |      |

## Administració
| Període | Identitat           | Partit |
| ------- | ------------------- | ------ |
| 2008-   | Jean-Pierre Rougier |        |